# Julien Péridier
Pour les articles homonymes, voir Péridier.
Julien Péridier ou Julien Marie Péridier, né à Sète le 3 février 1882 et mort au Houga le 19 avril 1967, est un ingénieur en électricité et un astronome amateur. Il a été le mari d'Adrienne Blanc-Péridier, auteur de pièces en un acte, de romans et de biographies.

## Biographie
En 1933, Julien Péridier crée un observatoire privé dans la commune du Houga. En 1959, il participe à l'observation de l'occultation de Régulus par Vénus. Le succès de ses travaux est le point de départ d'une collaboration de cinq ans avec la NASA.
À sa mort, sa bibliothèque et ses instruments sont acquis par l'observatoire de l'université du Texas afin d'être utilisés pour enseigner l'astronomie. Le télescope de 8 pouces du Houga s'avère très utile pour l'étude des planètes et la formation des jeunes astronomes.
En reconnaissance de ses travaux, Julien Péridier a été nommé officier de la légion d'honneur. Un cratère de Mars porte son nom.